# Station Czerwieńsk Towarowy
Station Czerwieńsk Towarowy is een spoorwegstation in de Poolse plaats Czerwieńsk.